# Extensor digiti minimi

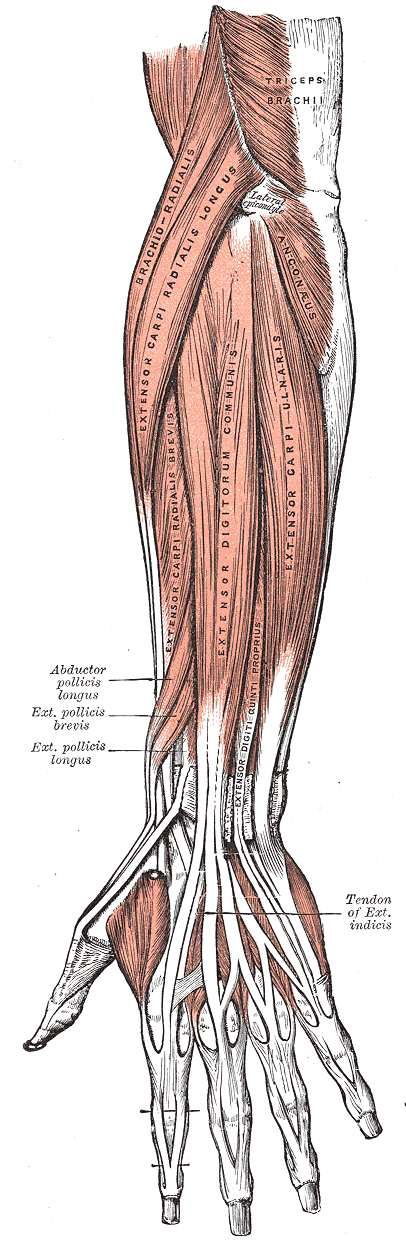
Underarmens framsida, ytliga muskler. Extensor digiti quinti proprius syns mellan och under de två större musklerna nära handleden.
Illustration: Gray's Anatomy, 1918. (PD)

Extensor digiti minimi eller Extensor digiti quinti proprius är en muskel på underarmens framsida som extenderar (rätar ut) lillfingret. Dess övre fäste är i överarmsbenets (humerus) laterala epikondyl och nedre fäste är lillfingerextensorernas dorsalaponeuros på översidan av lillfingerbenen (extensor expansion). Muskeln sträcker lillfingret (dig5) i både knogleden (metacarpophalangealleden) och lederna i själva fingret (interfalangeallederna). Muskeln bidrar också till handledsextension när fingrarna är extenderade. Den innerveras av nervus interosseus antebrachii posterior (C7 och C8). Det är en liten muskel som ofta är hopsmält med den större musculus extensor digitorum.